# Zvëzdnyj (territorio di Perm')
Zvëzdnyj (in russo  Звёздный?) è un insediamento di tipo urbano della Russia europea nord-orientale (Territorio di Perm'). Si tratta di un'entità amministrativo-territoriale chiusa e forma il distretto urbano di Zvëzdnyj ZATO.
Si trova 38 km a sud di Perm'.